# Elisabeth Andreassen
Elisabeth Andreassen (Göteborg, Suècia; 28 de març de 1958) és una cantant suec-noruega.

## Biografia
Al llarg de la seva carrera musical va formar part de nombroses bandes, entre les quals es compten KEB Special, Xips, Bobbysocks i d'altres.
Amb el grup Xips va acudir al Melodifestivalen suec en 1981 quedant segona. Tornaren a presentar-se a l'any següent i guanyaren, així representaren a Suècia en el Festival d'Eurovisió d'aquell mateix any.
Dos anys més tard de nou es presenta al Melodi Grand Prix, s'uneix a Hanne Krogh formant el popular duo Bobbysocks, acudeixen al Festival d'Eurovisió a Göteborg i guanyen amb la cançó La det swinge representant a Noruega.
Va tornar al Melodi suec en 1990. Quatre anys més tard coneix a Jan Werner, formant un duo amb el qual la cantant sueca, encara que nacionalitzada noruega, torna a acudir a Eurovisió per a quedar sisena amb la cançó Duett.
Al 1996 és seleccionada de nou a la final nacional noruega per a anar a l'eurofestival, aquesta vegada en solitari amb la cançó I Evighet, quedant segona a Oslo.
Elisabeth va prosseguir la seva carrera amb diversos èxits, mentre que va continuar participant tant al Melodifestivalen com al Melodi Gran Prix en diferents formacions musicals.
A la dècada dels 90 va protagonitzar diversos musicals a Noruega, com ara Sophie´s World, Chess, The Phantom of the Opera i un llarg etcètera.
Està casada i té dues filles.

## Discografia
- Angel of the Morning (1981)
- I'm a Woman (1983)
- Elisabeth Andreasson (1985)
- Greatest Hits Vol. 2 (1985)
- Greatest Hits (1986)
- Älskar, älskar ej (1988)
- Elisabeth (1990)
- Stemninger (1992 to 1994)
- Julestemninger (1993)
- Elisabeth Andreassens bästa 1981-1995 (1995)
- Eternity (1996)
- Bettans jul (1996)
- Så skimrande var aldrig havet (1997)
- 20 bästa (1998)
- Kjærlighetsviser (2001)
- A Couple of Days in Larsville (2004)
- Short Stories (2005)